# Volkmar Raabe
Volkmar Raabe (* 25. September 1955) ist ein ehemaliger deutscher Fußballspieler. Für die BSG Stahl Riesa spielte er von 1975 bis 1981 in der DDR-Oberliga, der höchsten Spielklasse im DDR-Fußball.

## Sportliche Laufbahn
Mit 18 Jahren begann Volkmar Raabe seine Laufbahn im DDR-weiten Fußballspielbetrieb in der Saison 1973/74 bei der 2. Mannschaft der Betriebssportgemeinschaft (BSG) Stahl Riesa. Diese spielte zu dieser Zeit in der zweitklassigen DDR-Liga, und Raabe wurde in vier Ligaspielen eingesetzt. Am Saisonende stieg die Mannschaft in die Bezirksliga Dresden ab. Für die Spielzeit 1974/75 wurde Raabe für die Oberligamannschaft nominiert, er kam aber erst in der Rückrunde in zehn Punktspielen als Mittelfeldspieler für den langzeitverletzten Johann Ehl zum Einsatz. Zuvor hatte er in der Bezirksligamannschaft gespielt, die danach ab 1975/76 wieder in der DDR-Liga spielte. Dort wurde Raabe nur noch dreimal aufgeboten, denn inzwischen hatte er sich als Stammspieler in der Oberliga etabliert. Von den 26 Punktspielen der Saison 1975/76 bestritt er, weiterhin im Mittelfeld spielend, 20 Partien und kam zu seinen ersten beiden Oberligatoren. Ohne noch einmal in der Oberliga eingesetzt worden zu sein, musste er im November 1976 einen 18-monatigen Wehrdienst in der Nationalen Volksarmee antreten. Als er im April 1978 entlassen wurde, kehrte er zur BSG Stahl Riesa zurück, die nach ihrem Abstieg 1977 in der DDR-Liga vertreten war. Als Staffelsieger nahm die Mannschaft an der Aufstiegsrunde zur Oberliga teil, in der Raabe noch drei der acht Qualifikationsspiele bestreiten und ein Tor zum Wiederaufstieg beitragen konnte. Drei Spielzeiten konnte sich Riesa wieder in der Oberliga behaupten, und auch Raabe verteidigte seinen Stammplatz erfolgreich. Bis zur Spielzeit 1980/81 wurde er in den 78 Oberligaspielen 61-mal eingesetzt. Ab 1981/82 spielte Stahl Riesa für zwei Jahre wieder in der DDR-Liga.
Nachdem Raabe 1982/83 nur noch in vier Ligaspielen eingesetzt worden war, verließ er die BSG Stahl Riesa und wechselte zum DDR-Ligisten Aktivist Schwarze Pumpe. Dort konnte er 1983/84 alle 22 Punktspiele absolvieren, kam aber in den beiden folgenden Spielzeiten nur zwei- bzw. dreimal in den Ligaspielen zum Einsatz. Zur Rückrunde der Saison 1985/86 half Raabe bis zum Saisonende in zehn Spielen beim abstiegsbedrohten DDR-Ligisten BSG Aktivist Brieske Senftenberg aus, konnte Brieske aber nicht vor dem Abstieg bewahren. Er kehrte daraufhin zur BSG Schwarze Pumpe zurück, wo er in zwei weiteren Spielzeiten noch 24 Spiele in der DDR-Liga bestritt. Im Sommer 1988 beendete Volkmar Raabe seine Laufbahn im höherklassigen Fußball, wo er 14 Jahre lang aktiv gewesen war und 91 Oberligaspiele (8 Tore), 90 DDR-Liga-Spiele (2 Tore) sowie acht Oberligaaufstiegsspiele (1 Tor) bestritten hatte.